# 알카인

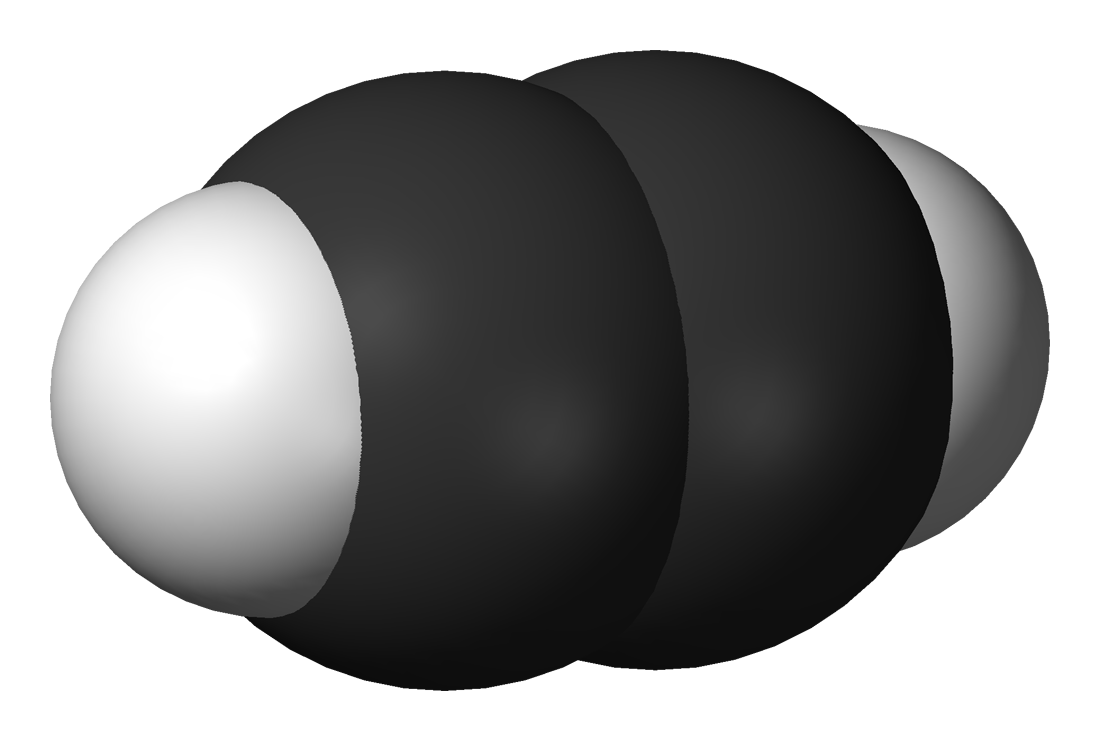
가장 간단한 알카인인 아세틸렌의 3D 모델

알카인(alkyne) 또는 알킨은 고리가 존재하지 않는 사슬형의 불포화 탄화수소 중 하나이다. 삼중결합을 갖고 있으며 알카인의 일반식은CnH2n-2로 나타낸다. 가장 대표적인 알카인은 에타인이다.

## 알카인 명명법
접미사 -yne이 사용되고, 삼중 결합의 위치는 사슬 내의 첫 번째 알카인 탄소의 번호를 부여하여 나타낸다. 삼중 결합에서 가까운 끝에서부터 주사슬의 번호를 매겨야 한다. 

## 에타인
가장 일반적인 알카인으로 관용명은 아세틸렌, 분자식은 C2H2이다. 이 분자는 모든 원자들이 평면상에 존재하며 결합각은 180'이다.

## 에타인 제법
에타인은 공업적으로 가공 혹은 생산할 시에 나프타의 열분해로 인한 크래킹으로 얻어내고, 실험실에서는 칼슘카바이드(탄화칼슘:CaC2)에 물(H2O)를 가해 얻는다.

## 에타인의 반응
에타인은 불포화 탄화수소로써 포화 탄화수소가 잘 하는 치환반응 보다는 첨가반응을 훨씬 잘한다.

### 할로젠첨가 반응
적갈색을 띄는 브롬수에 에타인을 통과시키게 되면 브롬분자들이 에타인의 삼중결합을 깨고 그 사이로 들어와 첨가반응을 하여서 브롬수의 적갈색이 무색으로 변하게 된다. 
RC≡CR′ + 2 Br2 → RCBr2CR′Br2
에텐은 한 분자당 브롬 한 분자가 첨가되지만 에타인은 한 분자당 브롬 두 분자가 첨가되게 된다. 

### 수소화 반응[2]
알카인은 금속 촉매상에서 알켄 또는 알케인으로 환원된다. 

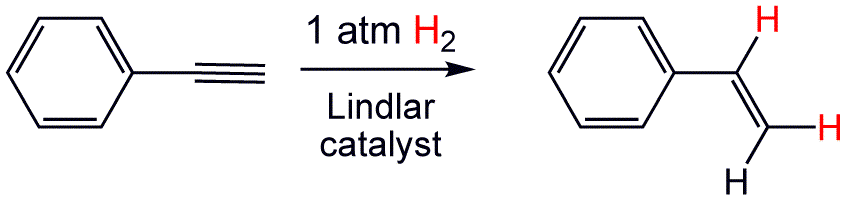
Lindlar 촉매를 사용한 알카인의 수소화 반응

- Lindlar 촉매를 사용하면 수소화 반응은 알켄 단계에서 중단될 수 있다. 이때 시스 알켄이 생성된다.
- Pd/C 촉매를 사용하면 알케인으로 완전 환원된다
- Na(Li), NH3를 활용하면 트랜스 알켄이 생성된다.

## 같이 보기
- 화학용어 개정안

- 알케인
- 알켄
- 소듐
- 포타슘